# فاديا الطويل
فاديا الطويل (3 مايو 1971 -)، إعلامية أردنية من أصول فلسطينية، تعيش في السعودية والإمارات. وهي سفيرة عالمية لجميعة جمعية زهرة لسرطان الثدي، حصلت على أفضل إعلامية لمهرجان diafa 2017، ولها من زوجها الأول الأبناء «محمد» و«ديانا»، قدمت برامج عديدة على قناتي العربية وإم بي سي وما زالت مستمرة في تقديم البرامج ومن أبرز ما قدمت برنامج «صباح الخير يا عرب» و(كلام نواعم) على قناة إم بي سي 1. حصلت على لقب أفضل مذيعة حوارية ولقبت بوردة الإم بي سي، عملت بمجال إدارة المدارس وحصلت على العديد من الجوائز داخل وخارج المملكة، كما حصلت على تكريم من السيدة الأولى لورا بوش زوجة الرئيس الأمريكي السابق جورج بوش كأقوى سيدة بالخليج وأشجع نساء العالم.